# Comprehensive R Archive Network

Le CRAN (pour Comprehensive R Archive Network) est un site web où l'on peut trouver et télécharger du matériel concernant le logiciel de statistiques R : code, documentation et bibliothèques. En plus du site web du R Project, le CRAN dispose de nombreux miroirs à travers le monde.